# Le Port du désir
Le Port du désir is een Franse film van Edmond T. Gréville die werd uitgebracht in 1955.

## Samenvatting
De havenautoriteit van Marseille gelast kapitein Lequévic en zijn collega Michel met de berging van een scheepswrak. Ze beseffen echter niet dat in het wrak niet alleen smokkelwaar zit verstopt maar vooral het lijk van een jonge vrouw.
Wanneer Michel naar het wrak duikt ontdekt hij het lichaam. Meneer Black, een smokkelaar en de eigenaar van het gezonken schip, wil voorkomen dat het schip wordt geborgen en het lijk dus wordt opgehaald. Hij probeert Michel om te kopen. Die wenst niet medeplichtig te zijn aan moord. Daarop sluiten Black en zijn handlangers Michel en Martine, zijn vriendin en de zus van het vermoorde meisje, op. Ondertussen heeft Le Quévic de politie gealarmeerd en die komt Black op het spoor.

## Rolverdeling
| Acteur               | Personage                                |
| -------------------- | ---------------------------------------- |
| Jean Gabin           | kapitein Le Quévic van de Goéland        |
| Andrée Debar         | Martine, de jongere zus van Suzanne      |
| Henri Vidal          | Michel, de duiker                        |
| Jean-Roger Caussimon | meneer Black, de reder van het schip     |
| Edith Georges        | Lola, de stripteaseuse                   |
| Robert Berri         | Frédo, de handlanger van meneer Black    |
| Antonin Berval       | meneer Léon, de vennoot van meneer Black |
| Léopoldo Francès     | Baba, politie-inspecteur                 |
| René Sarvil          | de blinde                                |
| Charles Blavette     | een matroos van de Goéland               |